# گروه آربی‌کی
گروه آربی‌کی (روسی: Группа компаний «РБК» РБК, РосБизнесКонсалтинг) شرکت رسانه‌ای روس است، که در سال ۱۹۹۳ تأسیس شد.